# キイジョウロウホトトギス
キイジョウロウホトトギス Tricyrtis macranthopsis はホトトギス属の植物の１つ。崖から垂れ下がる植物で黄色い花を下向きに着ける。

## 特徴
多年生の草本。茎の基部からは丈夫な根が多数出る。茎は垂れて伸びて長さ40-80cmに達し、節が多くて節間は短く、上部には毛をまばらに出す。茎は分枝しない。葉は茎の左右交互に2列に並び、披針形で先端は伸びてとがり、長さ12-18cm、葉の下面では脈上に粗い毛がある。葉の基部は両側とも耳状で、これは葉の基部が茎を深く抱く形になることによる。これが本種の特徴で後述のジョウロウホトトギスとの区別点となり、この種では上側の耳が茎を抱かない。
花は8-10月に咲く。花は葉脇から出て1個ずつ咲く。茎の先端からは1-2個生じる場合もある。花には花より短い柄があり、途中で曲がっており、基部には披針形の小包が数個ある。花は重みで斜め下向きに咲き、釣り鐘型で半ばまで開く。花被片は長さ40mm程度、黄色で内側に紫褐色の斑点がある。外花被片は内片よりやや幅狭く、基部に4-5mmほどの距があり、先端には小角状の突起がある。雄しべは6本、花糸は長さ2cm、扁平で下部には小さい突起がある。雌しべの花柱は長さ14mm、先端が3つに裂け、その先端がそれぞれ2裂する。また上部には球形の突起が多数ある。蒴果は長さ22-25mmで線状長楕円形、種子は広卵形で長さ1mm。
和名はジョウロウホトトギスに似て紀伊半島に産するため。

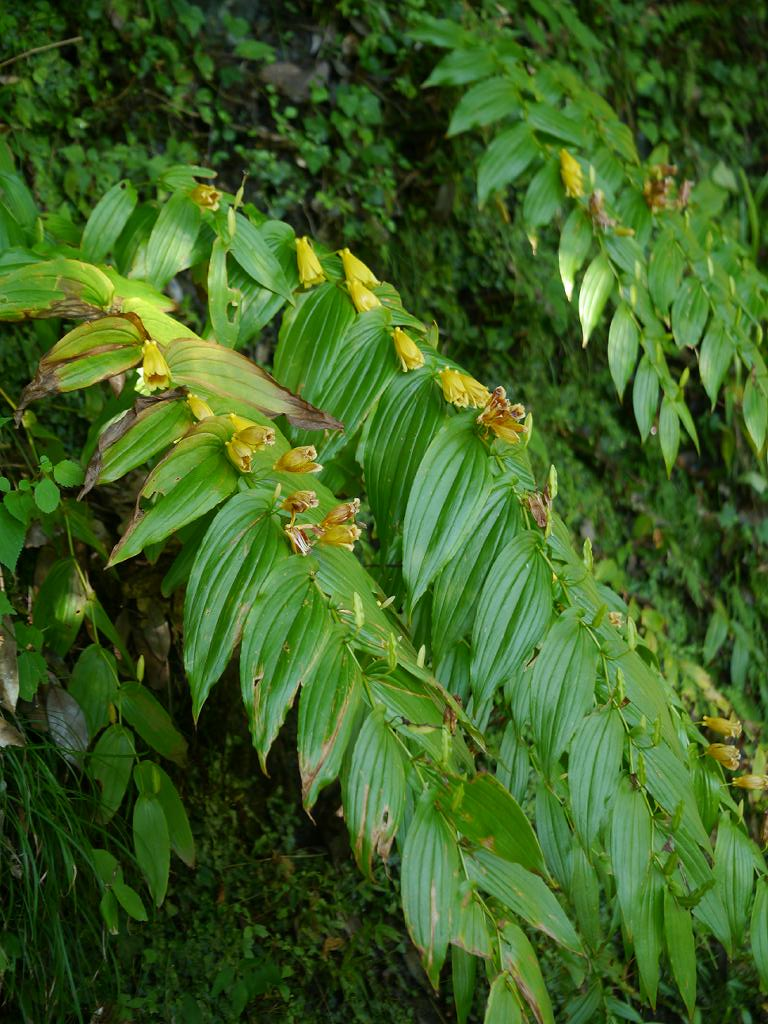
全体の形
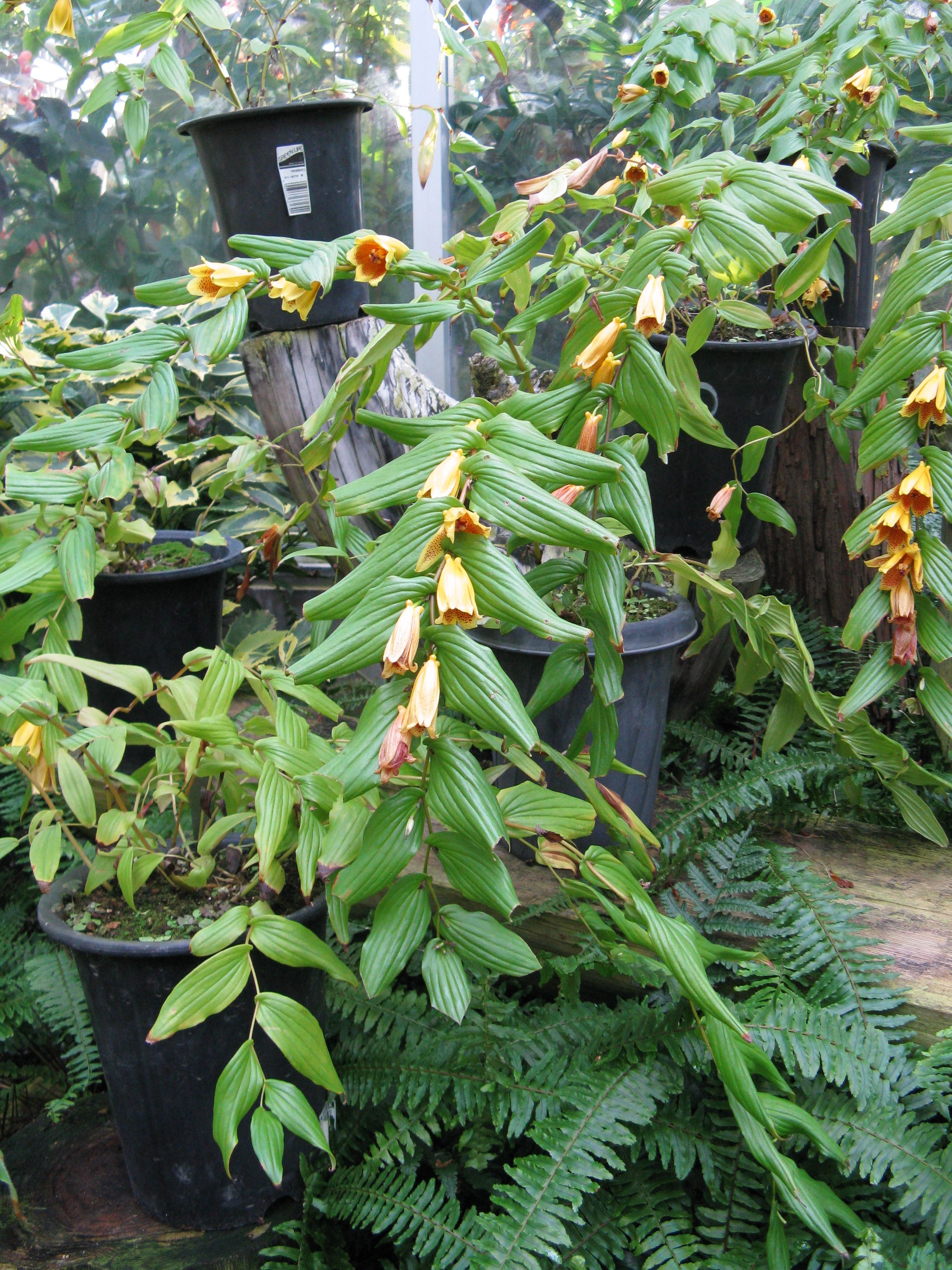
栽培されているもの
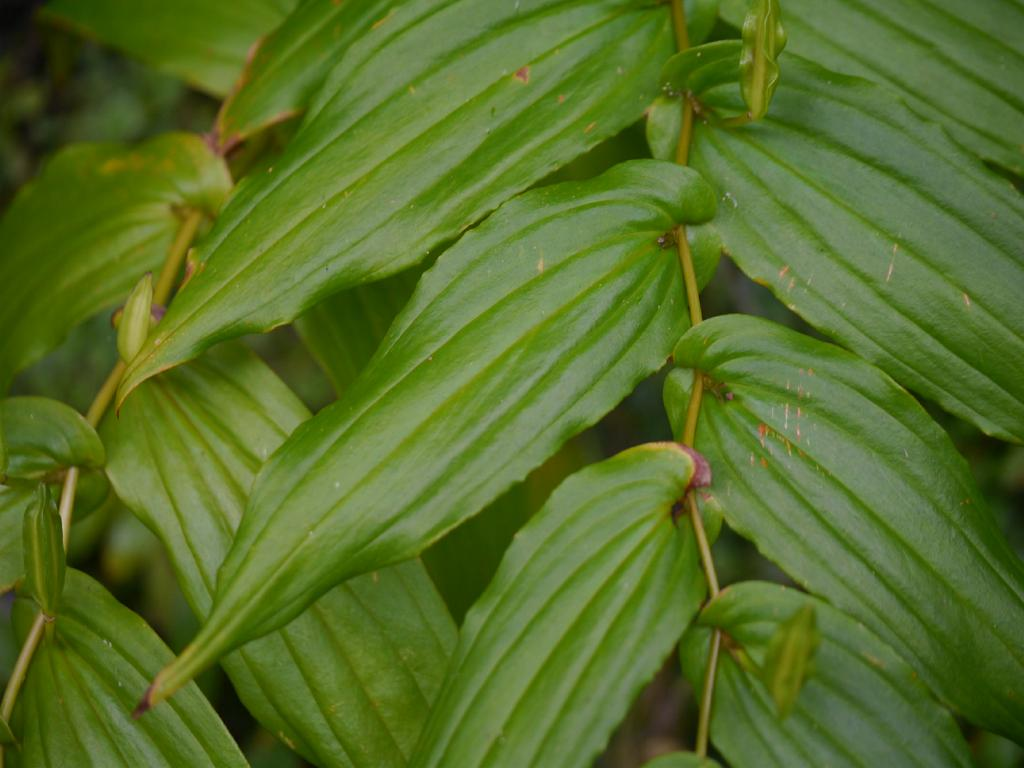
葉の形

### 花に関して
本種の花は約5日間開花し、雄性先熟であり葯は開花より前に口を開いている。この時点では柱頭は熟しておらず、開花期間の後半に成熟する。ホトトギス属は大型のミツバチ類を花粉媒介者としているとされ、本種の場合、媒介者はトラマルハナバチである。このハチは本種の俯いて咲く花に下から潜り込んで這い上がる形で進入し、蜜腺から吸蜜するとそのまま後ずさりして出てくる。このとき、雄性期の花では葯だけ、雌性期の花では葯と柱頭にハチの背中が触れる。また本種の開花期間は本属中では長く、例えば黄色の花を上向きにつけるキバナノホトトギスでは2日間である。ちなみにスルガジョウロウホトトギスでは4日、本種はさらに長いわけで、このためにハチの訪問頻度が低くても長期にわたる受粉が可能となっている。

## 分布と生育環境
紀伊半島南部の固有種。山中の湿った崖に生え、茎を垂らす。
ちなみにほぼ同様の場所に生育するイワナンテンはその姿が本種に似ており、遠目では間違えられることがある。ただし本種は草であり、冬には地上部が枯れる。

## 分類
ジョウロウホトトギス T. macrantha はトサジョウロウホトトギスとも言い、本種によく似る。元来はこれらは同種とされ、ジョウロウホトトギスの学名でまとめられていた。牧野(1961)では両者は同種とされ、変種等の扱いさえされていない。牧野はこれら2種に違いがある旨を述べており、学名はこの種であるが、図版は本種のものを取り上げている。この種は四国から九州に分布する。
これらに似たものとしてはこの2種の他に神奈川県丹沢にサガミジョウロウホトトギス T. ishiiana があり、さらにこの種の変種スルガジョウロウホトトギス var. surugaensis が静岡県天守山地にある。これらは元々同一種と判断された後に区分されたもので、佐竹(1982)はやはり同一種ではないかとの考えを示している。またこれらの種はホトトギス属の中で花が下を向くこと、外花被片が幅狭くて基部に距を持つなど他の種に見られない特徴があることからジョウロウホトトギス属 Brachycyrtis を立てる説もあった。

## 利用
古くから鑑賞価値の高いものとされてきた。『紀伊続風土記』に「黄杜鵑草（きのほととぎすそう）、那智山中に産する奇品なり」とあるのは本種のこととされる。
現在も山野草として、あるいは切り花、茶花としても利用されて評価が高い。商品として栽培する方法や技法についても研究が行われている。自生地域では商品化と同時に保護を目指すとして栽培している例もある。例えば和歌山県すさみ町佐本地区では紀伊ジョウロウホトトギス生産組合を組織し、種苗や切り花を出荷すると同時に石垣で栽培している。この地域では開花期の休日に『キイジョウロウホトトギス祭』を開催するなど、村興しの素材としても利用している。また那智大社などでも栽培が行われている。

## 保護
園芸用の採集圧が大きく、減少の大きな原因になっている。また道路拡張等により生育地の破壊も大きな問題となる。上記のように鑑賞価値の評価が高いため、自生地では年々減少し、採集困難な場所にしか残されていない。
環境省のレッドデータブックでは絶滅危惧II類に、分布域のある3県では和歌山県と奈良県が絶滅危惧II類、三重県が絶滅危惧I類に指定されている。
絶滅危惧II類 (VU)（環境省レッドリスト）

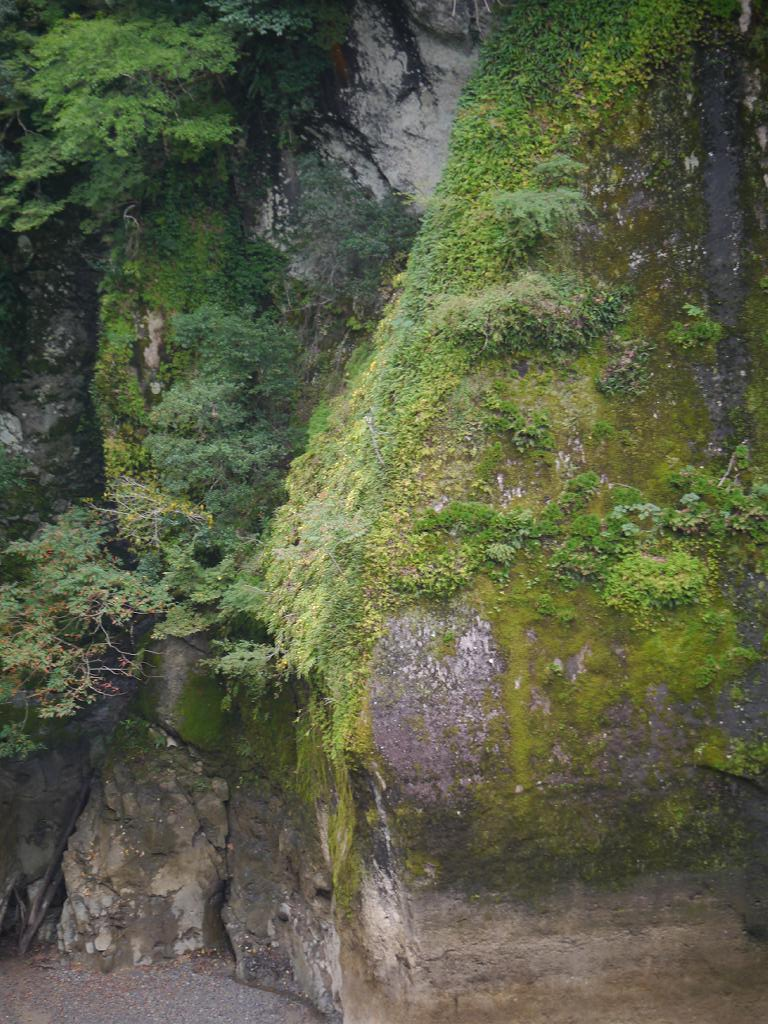
自生地の大きな群落
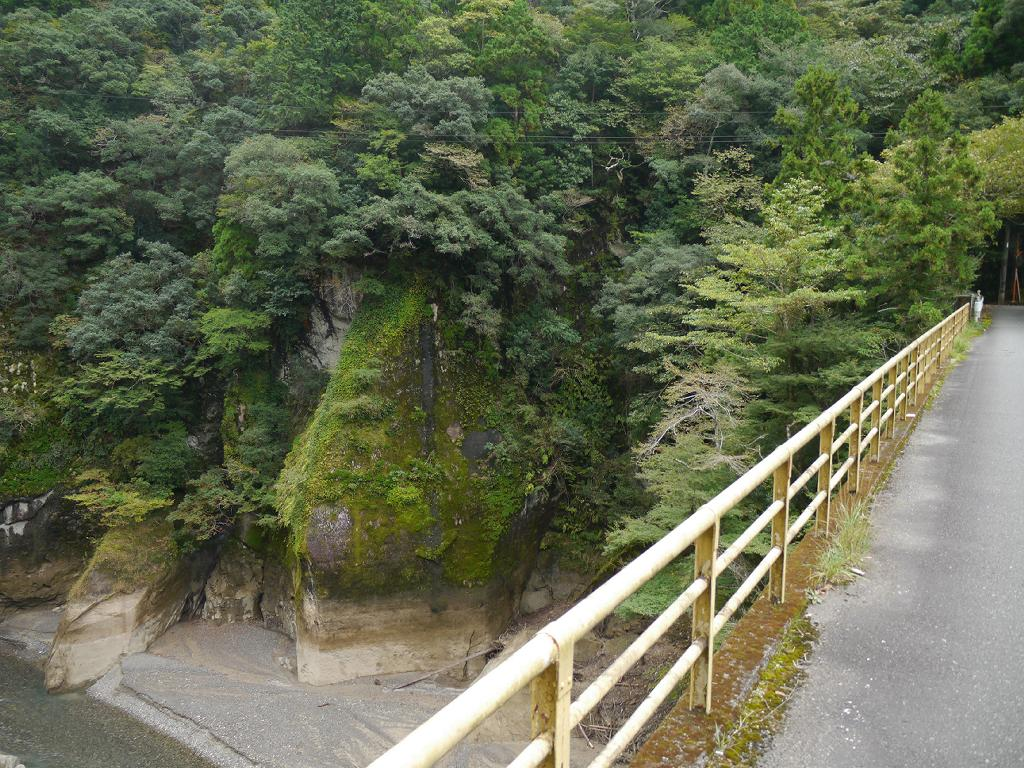
手の届かない位置のために残った模様
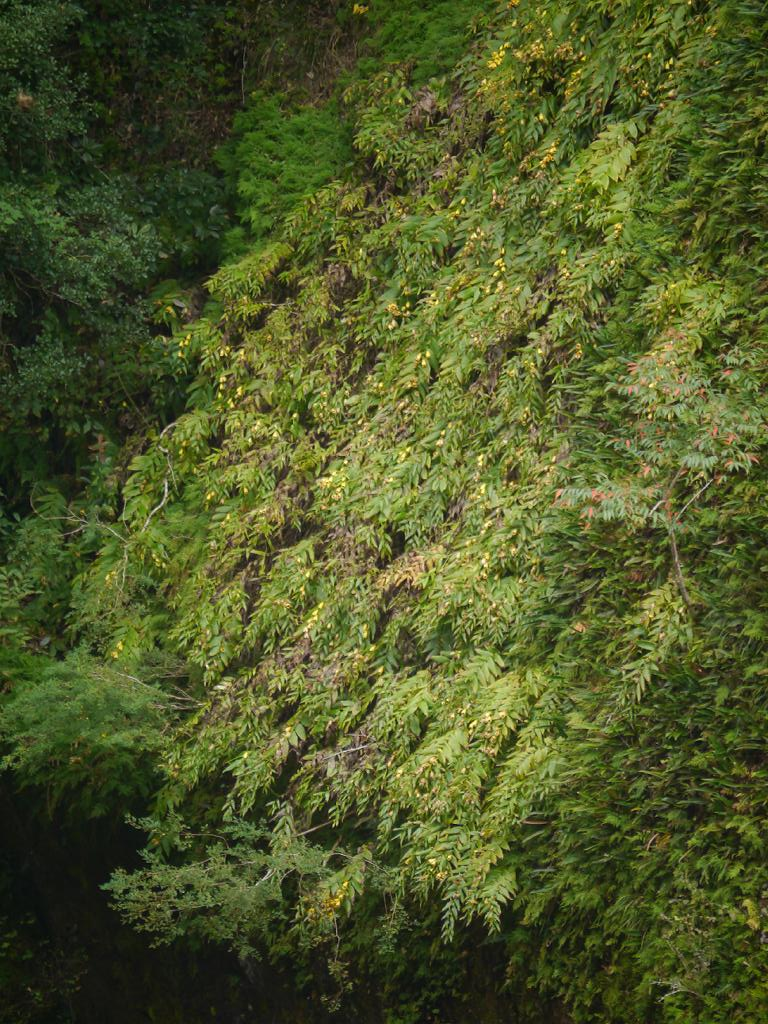
多数開花している